# Església Parroquial de Freixo de Espada à Cinta
L'Església Parroquial de Freixo de Espada à Cinta, o Església de Sâo Miguel, és un temple al municipi de Freixo d'Espada à Cinta, de la Unió de Freguesies de Freixo d'Espada a la Cinta i Mazouco. És una església de tipus sala d'arquitectura manuelina.
La motllura de la porta lateral s'atribueix a Joâo de Castilho, arquitecte de la cort manuelina, que va viure dos anys a Freixo de Espada à Cinta.

## Antic retaule cinc-centista
Sobreviuen a l'interior les pintures i part de la decoració d'un antic retaule pintat entre 1520 i 1535(1), que fou desmuntat en època barroca.(1) El pintor en degué ser un deixeble de Grâo Vasco. En total són 16 panells petits que representen escenes de la vida de la Mare de Déu.
- Nativitat (1520—35) per un deixeble de Grão Vasco
- Epifania
- Fugida cap a Egipte